# AIK 포트볼
AIK는 스웨덴의 스포츠 클럽인 Allmänna Idrottsklubben (알멘나 이드롯스클루벤)[*]의 약자로 보통 AIK는 축구 클럽을 의미한다. 이 클럽은 스톡홀름주의 자치시인 솔나에 위치한 프렌즈 아레나를 홈구장으로 하고 있다. 클럽은 1891년에 창단되었지만, 축구 부분은 1896년에 창단되었다. AIK는 현재 스웨덴의 최상위 리그인 알스벤스칸에서 활동하고 있다.

## 역대 성적
- 알스벤스칸 : 4

1931-32, 1936-37, 1983, 1998, 2009, 2018
- 스웨덴 마스터컵 : 6 (1896년부터 1925년까지 존재했던 챔피언을 결정하는 컵 대회)

1900, 1901, 1911, 1914, 1916, 1923
- 스웨덴 컵 : 7

1949, 1950, 1975–76, 1984–85, 1995–96, 1996–97, 1998–99, 2009

## 선수 명단

### 현역
참고: FIFA 자격 규정에 따라 소속된 국가대표팀 국기를 표시합니다. 선수는 복수의 FIFA 비회원국 국적을 가지고 있을 수 있습니다.
| 번호 | 포지션 | 국적                  | 이름                |
| ---- | ------ | --------------------- | ------------------- |
| 2    | MF     |                       | 에스킬 에드         |
| 6    | MF     |                       | 마르틴 엘링센       |
| 7    | MF     |                       | 안톤 살레트로스     |
| 10   | MF     | 코소보                | 버산트 셀리나       |
| 11   | FW     |                       | 욘 구이데티         |
| 16   | DF     |                       | 벤자민 한센         |
| 17   | DF     |                       | 매스 되르 티코센    |
| 19   | MF     | 보스니아 헤르체고비나 | 디노 베시레비치     |
| 23   | GK     | 세르비아              | 부디미르 야노셰비치 |
| 24   | MF     |                       | 라민 다보           |

| 번호 | 포지션 | 국적       | 이름              |
| ---- | ------ | ---------- | ----------------- |
| 28   | FW     | 키프로스   | 이오아니스 피타스 |
| 30   | GK     | 말리       | 이스마엘 디아와라 |
| 31   | FW     | 라이베리아 | 엠마누엘 고노     |

## 역대 감독
| 감독        | 임기        |
| ----------- | ----------- |
| 에리크 함렌 | 1995 ~ 1997 |
| 미챨 토마센 | 2024 ~      |